# Daniel Giger (escrime)
Daniel Giger né le 13 octobre 1949 à Berne est un escrimeur et maître d'armes suisse. Il a gagné une médaille d'argent par équipe (épée) aux Jeux olympiques de Munich en 1972 et une médaille de bronze aux Jeux olympiques de 1976.
Il est le beau-frère de Christian Kauter et l'oncle de Fabian Kauter et Michael Kauter.

## Palmarès
- Jeux olympiques :
  -  médaille d'argent par équipe aux Jeux olympiques de Munich en 1972
  -  médaille de bronze par équipe aux Jeux olympiques de Montréal en 1976[1]